# دائرة سيدي لحسن
دائرة سيدي لحسن دائرة إدارية في ولاية سيدي بلعباس شمال غرب الجزائر.
تعد من أول وأكبر دوائر الولاية حيث تضم كل من بلديات :
- سيدي لحسن مركزها وأهم بلدياتها.
- سيدي خالد
- سيدي يعقوب
- العمارنة